# Alfred Grévin
Alfred Grévin, nacido el 28 de enero de 1827 en Épineuil y fallecido el 5 de mayo de 1892 en Saint-Maur-des-Fossés, fue un escultor, caricaturista, dibujante y creador de vestuario para el teatro francés.
Fundó con el periodista Arthur Meyer el museo que lleva su nombre.